# Aksel Hald-Christensen
Aksel Hald-Christensen  (født 4. maj 1918, død 19. oktober 2012 i Randers) var en dansk amatørfotograf fra Randers. Ved siden af sit erhverv som VVS-installatør og fagforeningsmand optog Aksel Hald-Christensen film af det lokale bybillede i og omkring Randers og fra utallige rejser, som han flittigt viste frem i foreninger. Han var desuden aktiv i modstandsbevægelsen under Besættelsen.

## Filmografi[1]
- Østersøens perle Bornholm 	1996 	Instruktion, Produktion
- Bare jysk 	1993 	Instruktion, Speaker, Producent
- Landet omkring Hærvejen 	1991 	Instruktion, Speaker, Producent
- Jylland mellem tvende have 	1990 	Instruktion, Manus
- Gammel Dansk - Shetland 	1989 	Instruktion
- Et hjørne af smørhullet - sol over Schweiz 	1988 	Instruktion
- Ta' sjælen med til England 	1987 	Instruktion
- Når fjordene blåner 	1987 	Instruktion
- Til søs igennem Sverige 	1986 	Instruktion
- Dejlige Finland 	1985 	Instruktion
- De 1000 øers land - Åland 	1984 	Instruktion
- Grænseland - Angel-Svans og Jernved 	1983 	Instruktion, Speaker, Produktion, Foto, Klip
- Randers - byen der handler 	1983 	Instruktion, Foto
- At rejse er at leve 	1983 	Instruktion, Produktion, Foto
- Perler på stribe 	1983 	Instruktion
- Ferieglæder 	1983 	Instruktion
- Hela familjens semestertriangel - Helsingfors-Tammerfors-Åbo 	1981 	Instruktion
- Skotland kalder 	1980 	Instruktion, Produktion, Foto, Klip
- Det eventyrlige Wales 	1978 	Instruktion, Manus, Produktion, Foto
- Når naturen kalder 	1978 	Instruktion
- Island - anderledes ferie 	1976 	Instruktion, Producent
- Finlandia 	1973 	Instruktion
- Til Fjord og Fjeld 	1971 	Instruktion, Produktion, Foto
- Campingferie i Norge og Sverige 	1971 	Instruktion, Produktion, Foto
- Holland i Påskesol 	1971 	Instruktion
- Norden kalder 	1971 	Instruktion
- Den gamle ø - det nye ferieland 	1969 	Instruktion
- Ferieglæder - gennem 6 lande til Paris 	1968 	Instruktion, Produktion, Foto, Klip
- Tre på stribe 	1967 	Instruktion, Foto, Klip
- Jylland mellem tvende Have 	1965 	Instruktion, Manus
- Ferie på hjul 	1964 	Instruktion, Produktion
- Dage ved en sø - Gardasøen 	1963 	Instruktion, Foto
- Camping i Tyrol 	1961 	Instruktion, Foto, Klip
- Med rugbrød til Læsø 	1960 	Instruktion, Speaker, Producent, Fotograf
- Den gamle Hærvej 	1959 	Instruktion, Producent
- Landet omkring Ejderen 	1959 	Instruktion
- Til søs gennem Jylland 	1954 	Instruktion